# 561911 Kézandor
561911 Kézandor è un asteroide della fascia principale. Scoperto nel 2010, presenta un'orbita caratterizzata da un semiasse maggiore pari a 2,776169 UA e da un'eccentricità di 0,093445, inclinata di 12,155465° rispetto all'eclittica.